# 天文觀測

天文观测者

天文觀測是以各類儀器以各種波段接收來自宇宙各類目標天體的輻射與電磁輻射，具體觀測其可見光或特殊波長影像、光譜影像等，借此研究其狀態、變化、距離、化學組成等的一種重要途徑，而實地採樣分析也屬天文觀測的範疇內。

## 以科學的方法進行天文觀測
所謂科學的方法 包括下列這些步驟：
1. '觀察' 一種現象，
2. 建立一種解釋現象的'假說'，
3. 以邏輯的推導來'預測'後續的結果，
4. '檢驗' 預測的結果，進而
5. '複製' 以消除任何的錯誤。

觀察的行為會不斷的進行上表的前四個步驟，信賴五官的感受：視覺的、 聽覺、味覺、觸覺、和嗅覺，和測量的技術。同時也要了解，在做觀測時總是有所局限的。天文觀測則以視覺和儀器的能力為主。

## 範例- 大爆炸
在 宇宙論，原始的觀察是我們似乎是居住在被半球形的天空覆蓋著的一個平坦的地球上。太陽在我們的世界中似乎是在巨大的透明碗中運行者，每天東昇西沒。有許多不同的學說在解釋我們的世界，最後似乎認為宇宙是穩定的。
連愛因斯坦起初都相信這樣的宇宙。

### 觀察：哈伯的紅位移
在1920年代，威爾遜山天文台的埃德温·哈勃，觀察了一些星系，發現這些星系彼此都在互相遠離。因此，我們相信宇宙在诞生之初经历了大爆炸。膨脹的速率顯然是一個常數(哈勃常数)，證據則在來自星系的光都有多普勒效应，在光譜上显示出红移。
愛因斯坦因此修正了他的愛因斯坦方程。參見宇宙常數

### 關於元素豐度的假說
如果宇宙是膨脹的，那麼原本的宇宙一定比現在更小、更熱和密度更高。乔治·伽莫夫便假設在週期表上的元素都是在早期高密度的環境下經由核反應生成的，那麼應該可以算得出來含量是多少。他與創造出大爆炸這個名詞的弗雷德·霍伊尔辯論這個問題，要證明誰才是對的。但是恩里科·费米和其他一些科學家證明只有最輕的元素(氫與氦)能在早期的宇宙中產生，其他的重元素不會在宇宙早期的階段中出現。
蓋莫夫预言：宇宙的溫度會因為膨脹而降低，結果是宇宙現在的溫度應該相當於55–10 kelvin的黑體輻射。

### 觀察：微波背景輻射
在1965年，阿诺·彭齐亚斯和罗伯特·威尔逊发现了宇宙微波背景輻射，与伽莫夫的预言相符。他们二人因此获得了諾貝爾物理学獎。

### 大爆炸假說的確認
在這些證據出現之後，蓋莫夫的假說就更可能是正確的了。現在對宇宙的年齡最好的預測值是大爆炸發生在137億年前。

### 最近的觀測
更精密的觀測，例如來自宇宙微波背景探测卫星（COBE）的觀測數據就與2.7k的黑體完全符合。

### 未來的觀測
當然，整個觀測的結果在未來可能還會有不同的理解與認知。未來的人們在回顧大爆炸的理論時，或許會像我們嘲笑早期地心說的理論一樣的嘲笑我們。只要有證據一切都是有可能的。
參考資料: J.A. Peacock, A.F. Heavens, A.T. Davies (eds.), 1989.  Physics of the Early Universe. Proceedings of the 36th Scottish Universities Summer School in Physics (SUSSP).  ISBN 0905945190.

## 專業天文觀測
天文學上的天文觀測以一米以上大口徑固定望遠鏡（安裝在大氣較穩定而晴空日數較多、光害較少的地方或高山上）或一個或一組（可達百個）射電望遠鏡接收可見光和能通過地球大氣到達地表的輻射，以觀測其強度變化和合成其影像，由此發展出光譜天文學射電天文學。而觀測目標亦多種多樣，近至月球、太陽活動、各行星表面變化、衛星、化學組成等，更甚者包括星系距離、位置測定和監測等。
由於地球大氣組成部分吸收部分波段宇宙輻射致不能觀測，而且礙於地球大氣的流動對影像的干擾影響清晰度致未能發揮望遠鏡的理論極限，1950年代以美國、蘇聯為首的太空科技競賽開始，不斷發射探測飛行器到各行星近距離觀測，甚至降落其表面為地面天文觀測作佐證。而1960年代開始，美國研究把地面各種觀測儀器、望遠鏡送上地球大氣層外作觀測，由1980年代至今各國已有多架太空望遠鏡送上地球衛星軌道運行。現今更發展出全球聯合干涉陣觀測，以各地射電望遠鏡觀測據點收集數據，借助電腦分析並有效提高觀測精度和分辨率，成為廣泛的觀測手段。
而實地採樣分析包括在隕石坑旁採集隕石碎片、發射載人穿梭機或行星際深測器到行星或衛星表面上採集樣本並送回地球，現有部分發射並降落到行星表面上的探測車上皆有撿拾與即場分析裝置，把透過中轉衛星把分析數據傳回地球。

## 業餘天文觀測
業餘天文愛好者大多以肉眼、雙筒望遠鏡或半米以下較大口徑望遠鏡觀測和攝影；觀測地點大多在地球表面上選擇較佳的位置，相對於專業天文觀測不需太嚴格但機動性能比較好，分佈也較廣；但多數集中在都市或市區近郊地方活動，較受光害與城市化衍生的煙塵所影響。
業餘天文觀測因礙於儀器關係，頗集中在可見光波段觀測（攝影），亦因此天氣狀況、尤其是雲量對業餘天文觀測來說起了極關鍵的作用。天文愛好者概嘆因天氣影響致重要天象觀測泡湯者不計其數。而觀對象也較集中在當月所發生的天文現象中，例如行星衝日、流星群極盛、日月食與彗星等，較富裕的天文愛好者並會在自家中興建私人天文觀測圓頂並添置望遠鏡、赤道儀作觀測和攝影，甚至經常驅車到觀星地點追蹤拍攝天體或自費遠赴別國觀測日全食，亦有涉及至光譜觀測等。

## 參看
- 觀測天文學
- 業餘天文學